# Villiers-en-Lieu

Villiers-en-Lieu este o comună în departamentul Haute-Marne din nord-estul Franței. În 2009 avea o populație de 1.582 de locuitori.

## Evoluția populației
| An        | 1975  | 1982  | 1990  | 1999  | 2006  | 2009  |
| --------- | ----- | ----- | ----- | ----- | ----- | ----- |
| Populație | 1.322 | 1.783 | 1.648 | 1.481 | 1.581 | 1.582 |